# منتزه بوابة القوس الوطني
منتزه بوابة القوس الوطني (بالإنجليزية: Gateway Arch National Park) هو عبارة عن حديقة وطنية أمريكية تقع في سانت لويس بولاية ميسوري، بالقرب من نقطة انطلاق حملة لويس وكلارك الاستكشافية.
تم إنشاء النصب التذكاري لإحياء ذكرى:
- صفقة لويزيانا وما تلاه من حملات باتجاه الغرب للمستكشفين والرواد الأمريكيين؛
- أول حكومة مدنية غرب نهر المسيسيبي؛
- الجدل حول العبودية الذي أثارته قضية دريد سكوت.[4]

تتكون الحديقة الوطنية من بوابة القوس، وهو قوس سلسلي صلب الذي يعتبر رمز لمدينة سانت لويس؛ تتكون أيضا من حديقة تقع على طول نهر المسيسيبي كما يحوي الموقع مجموعة من المباني الأولى في المدينة تشمل المحكمة القديمة، وهي محكمة حكومية وفدرالية سابقة نشأت فيها قضية دريد سكوت؛ والمتحف الذي تبلغ مساحته 140,000 قدم مربع (13,000 م²).
تبلغ مساحة المتنزه 91 فدانًا (36.8 هكتارًا)، وهو أصغر حديقة وطنية في الولايات المتحدة. تم تحديد المناطق المحيطة المباشرة لبوابة القوس في البداية كنصب جيفرسون الوطني للتوسع (نصب تذكاري وطني) بموجب أمر تنفيذي في 21 ديسمبر 1935. اكتمل قوس البوابة في 28 أكتوبر 1965؛ تم إعادة تسمية المنطقة المحيطة بها باعتبارها منتزها وطنيا تحت اسم «منتزه بوابة القوس الوطني» في عام 2018. تتم إدارة الحديقة من قبل إدارة المتنزهات الوطنية.

## أنظر أيضا
- حديقة هوت سبرينغس الوطنية
- حديقة دراي تورتوغاس الوطنية
- حديقة الجزيرة الملكية الوطنية
- حديقة ومحمية جريت ساند ديونز الوطنية
- حديقة فوياجرز الوطنية